# Michael Manniche
Michael Manniche (ur. 17 lipca 1959 we Frederiksbergu) – duński piłkarz występujący na pozycji napastnika.

## Kariera klubowa
Manniche treningi rozpoczął w zespole Brønshøj BK. W 1978 roku został włączony do jego pierwszej drużyny, grającej w drugiej lidze. W sezonie 1978 spadł z zespołem do trzeciej ligi. W 1980 roku został graczem pierwszoligowego Hvidovre IF. W sezonie 1980 zdobył z nim Puchar Danii, a w sezonie 1981 mistrzostwo Danii.
W 1983 roku Manniche przeszedł do portugalskiej Benfiki. Występował tam 1987 roku. W tym czasie zdobył z zespołem dwa mistrzostwa Portugalii (1984, 1987), trzy Puchary Portugalii (1985, 1986, 1987), a także Superpuchar Portugalii (1985).
W 1987 roku Manniche wrócił do Danii, gdzie został graczem klubu B 1903. W sezonach 1990 oraz 1991/1992 wywalczył z nim wicemistrzostwo Danii. Następnie w wyniku fuzji B 1903 z KB, od sezonu 1992/1993 występował w FC København. W sezonie 1992/1993 zdobył z nim mistrzostwo Danii, a w sezonach 1994/1995 oraz 1996/1997 Puchar Danii. W 1997 roku zakończył karierę.

## Kariera reprezentacyjna
W reprezentacji Danii Manniche zadebiutował 12 sierpnia 1981 w wygranym 2:1 meczu Mistrzostw Nordyckich z Finlandią. W latach 1981–1986 w drużynie narodowej rozegrał 6 spotkań.